# أيمي فيشر
أيمي فيشر (بالإنجليزية: Aimee Fisher) هي راكبة الكنو نيوزيلندية، ولدت في 24 يناير 1995 في روتوروا في نيوزيلندا.

## وصلات خارجية
- أيمي فيشر على موقع الاتحاد الدولي للكانو (الإنجليزية)
- أيمي فيشر على موقع اللجنة الأولمبية الدولية (الإنجليزية)
- أيمي فيشر على موقع أوليمبيديا (الإنجليزية)
- أيمي فيشر على موقع اللجنة الأولمبية النيوزيلندية (الإنجليزية)